# لورانس ماكسويل جونيور
لورانس ماكسويل جونيور (بالإنجليزية: Lawrence Maxwell, Jr.)‏ هو أستاذ جامعي ومحامي أمريكي، ولد في 4 مايو 1853 في غلاسكو في المملكة المتحدة، وتوفي في 18 فبراير 1927 في سينسيناتي في الولايات المتحدة.

## وصلات خارجية
- لورانس ماكسويل جونيور على موقع إن إن دي بي (الإنجليزية)